# Marcel Berré
Marcel Louis Berré  (ur. 12 listopada 1882 w Antwerpii, zm. 27 października 1957 w Genewie) – belgijski szermierz, srebrny medalista olimpijski.
Na igrzyskach olimpijskich w Londynie w 1908 roku wystartował w nieoficjalnej konkurencji - turnieju floretu indywidualnego. Następnie wystartował na igrzyskach olimpijskich w Sztokholmie w 1912 rok, gdzie był piąty w szabli drużynowej. Ponadto we florecie indywidualnym dotarł do ćwierćfinałów, a w szpadzie indywidualnej odpadł w pierwszej rundzie. Na rozgrywanych osiem lat później igrzyskach olimpijskich w Antwerpii był szósty we florecie drużynowym, a w zawodach indywidualnych odpadł w pierwszej rundzie. Brał też udział w igrzyskach olimpijskich w Paryżu w 1924 roku, gdzie Belgowie w składzie: Désiré Beaurain, Charles Crahay, Fernand de Montigny, Maurice Van Damme, Marcel Berré i Albert De Roocker zdobyli srebrny medal we florecie drużynowym. Indywidualnie tym razem nie startował.
Nie zdobył medalu mistrzostw świata.